# Władysława Markiewiczówna
Władysława Markiewiczówna (5. února 1900, Bochnia Polsko – 17. května 1982 Katovice, Polsko) byla polská pianistka, skladatelka a hudební pedagožka.

## Život
V roce 1905 se se svými rodiči přestěhovala do Řešova a roku 1913 do Krakova. Její otec Bronisław Markiewicz byl právník, viceprezident krakovského apelačního soudu. Hře na klavír se Władysława naučila už jako dítě díky své matce a babičce, později pokračovala ve studiu na Akademii Hudební společnosti v Krakově u Kazimierze Krzyształowicze a Seweryna Eisenbergera (v letech 1915 až 1920) a v Berlíně u Huga Leichtentritta a Brunona Eisnera (v letech 1922 až 1927).
Po návratu do Polska roku 1929 začala koncertovat s Arturem Malawským a vyučovat na Státní hudební konzervatoři v Katovicích, na které se v roce 1958 stala profesorkou a v letech 1963 až 1968 na ní vedla klavírní oddělení. Mezi její studenty patřili například Tadeusz Żmudziński, Kazimierz Kord, Andrzej Jasiński a Wojciech Kilar. Na konzervatoři působila až do roku 1973. V letech 1935 až 1960 koncertně vystupovala v duu se Stefanií Allinównou.
Byla členku Svazu polských skladatelů a Společnosti Fryderyka Chopina. Byla vyznamenána rytířským křížem Řádu znovuzrozeného Polska.

## Dílo
- Variace na lidové téma pro klavír (1924)
- Dvě miniatury pro klavír (1926)
- Sonatina pro hoboj a klavír (1935)
- Suita pro dva klavíry (1936)
- Barevné obrázky pro flétnu, hoboj, klarinet a fagot (1937)
- Základní klavírní kurs (1946)
- Barevné obrázky pro klavír (1947)
- Tokáta pro fagot a klavír (1948)
- Sonáta pro klarinet, fagot a klavír (1952)
- Sonáta pro dva klavíry (1954)
- Sonatina pro fagot a klavír (1954)
- Šest preludií pro klavír (1955)
- Suita pro sólový soprán a komorní orchestr (1958, text napsal Jan Brzechwa)
- Tema con variazione pro klavír (1965)
- Malé variace pro klavír (1966)
- Tři bagately pro fagot a klavír (1976)
- různé písně